# Enric Massó i Urgellès
Enric Massó i Urgellès, né en 1914 à Barcelone (Espagne) et mort en 1986 dans cette même ville, est un écrivain espagnol d'expression catalane.

## Œuvres
- 1956 Els dos miralls
- 1961 Viure no és fàcil
- 1976 Mort de guerra
- 1989 Una casa de veïns
- 1996 La muntanya
- 1998 Sabres sota el sol
- 2003 Un affaire d'honor
- 2004 Griselda

## Prix littéraires
- 1959 : Prix Narcís Oller aux Jeux floraux de Paris
- 1960 : Prix Sant Jordi du roman pour Viure no és fàcil[1]
- 1976 : Prix de prose des Jeux gloraux de Barcelone[1]
- 1978 : Prix Puig i Ferrater pour Mort de guerra